# Петро Монтигердович
Петро (Петраш)  Монтигердович (Монтигірдович) (пом. після грудня 1456) — литовський боярин, військовий і державний діяч ВКЛ. Намісник (або воєвода) новогрудський (ймовірно: 1) 1424 року, перед 1430; 2) був до смерти), маршалок земський литовський (від 1433 року до кінця життя).

## Життєпис
Син литовського боярина, полоцького намісника Монтигерда (бл. 1396—1409?).
У 1413 році отримав від Яна Менжика з Домброви герб Вадвич; тоді не посідав жодного вагомого уряду. В 1418 році згаданий як подільський староста великого князя Вітовта. У 1422 році згаданий у документах уже як маршалок надвірний литовський Вітовта. У 1424 році проводив за дорученням Вітовта розмежування володінь Лавришівського монастиря.
На початку правління у ВКЛ Свидригайла був його прихильником. Брав участь в укладенні перемир'я між Свидригайлом та ханом Ул-Махметом, за яким останній підтримав дії литовців проти Польської Корони. Брав участь в укладенні домовленостей у Скірстимоні з Тевтонським орденом; свідок у договорі від червня 1431 року між тевтонцями та литовцями. У вересні 1431 року підписав акт мир з Короною після закінчення Луцької війни. У травні 1432 року підписав акт відновлення перемир'я з Орденом.
Невдовзі через невдалу внутрішню та зовнішню політику Свидригайла перейшов до табору його суперника — великого князя Сигізмунда Кейстутовича. Підписав акти: гродненські (15 жовтня 1432 року, 27 лютого 1434 року), троцький (30 січня 1433), у яких Сигізмунд Кейстутович підтверджував вірність королю Ягайлу та Польщі. Влітку 1433 року командував військом Сигізмунда у війні зі Свидригайлом; був розбитий київським воєводою, князем Михайлом Івановичем Гольшанським. В 1435 став копильським старостою.
Належав до табору литовських бояр, який паралізував ворожу Польщі політику великого князя Сигізмунда, але не покидав намірів автономії ВКЛ; його голос мав значну вагу. Під час суперечок між ВКЛ та Польщею щодо Волині та Поділля був серед тих, хто відіслав до Корони прийняті в 1413 році на Городельській унії шляхетські герби. Брав участь у налагодженні стосунків з Орденом у 1453 році.

## Маєтності, фундації
Отримав від великого князя Казимира Ягеллончика маєток Ів'є в Ошмянському повіті; від Сигізмунда — Марцинковичі та Трубецьк.
Був фундатором першого мурованого парафіяльного костелу св. Петра в Олиці.

## Сім'я
Був одружений двічі. З першою дружиною (походження невідоме) мав сина Івана (Яна). Друга дружина — донька князя Федора Корибутовича, Анна. З нею: дітей не мали, отримали від її матері Анастасії містечко Лоськ (Ошмянський повіт, 1444—1447 роки; тепер село Воложинського району Мінської області) з обов'язком дожиттєвого утримання, опіки, надання посагу двом її донькам.